# Sibirisk mosaikslända
Sibirisk mosaikslända (Aeshna crenata) är en trollsländeart som beskrevs av Hagen 1856. Sibirisk mosaikslända ingår i släktet mosaiktrollsländor, och familjen mosaiktrollsländor. IUCN kategoriserar arten globalt som livskraftig. Arten har ej påträffats i Sverige.

## Underarter
Arten delas in i följande underarter:
- A. c. crenata
- A. c. wnukowskii

## Bildgalleri

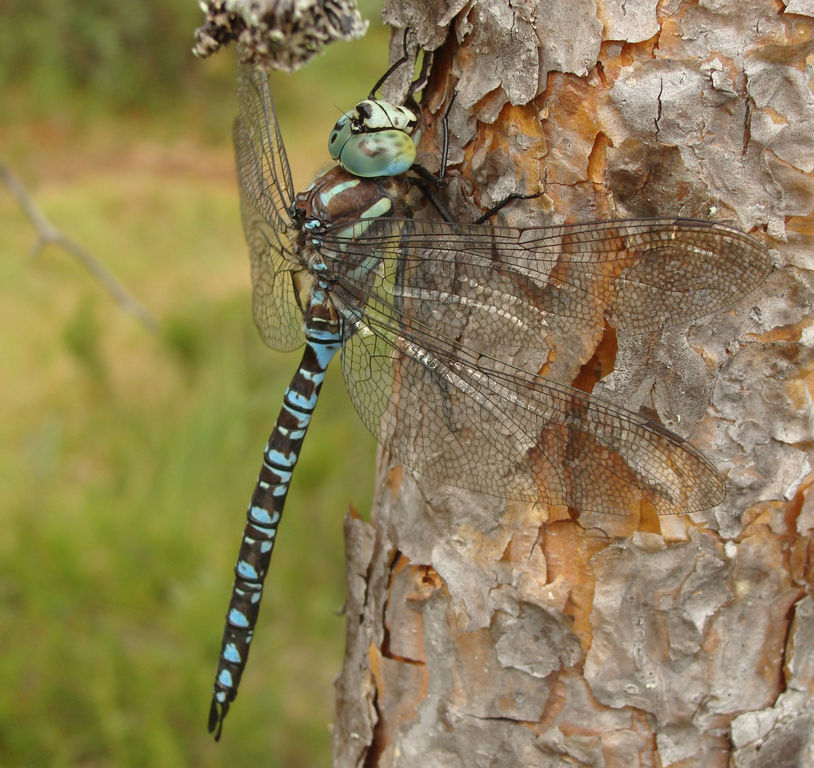